# William Chapman Ralston

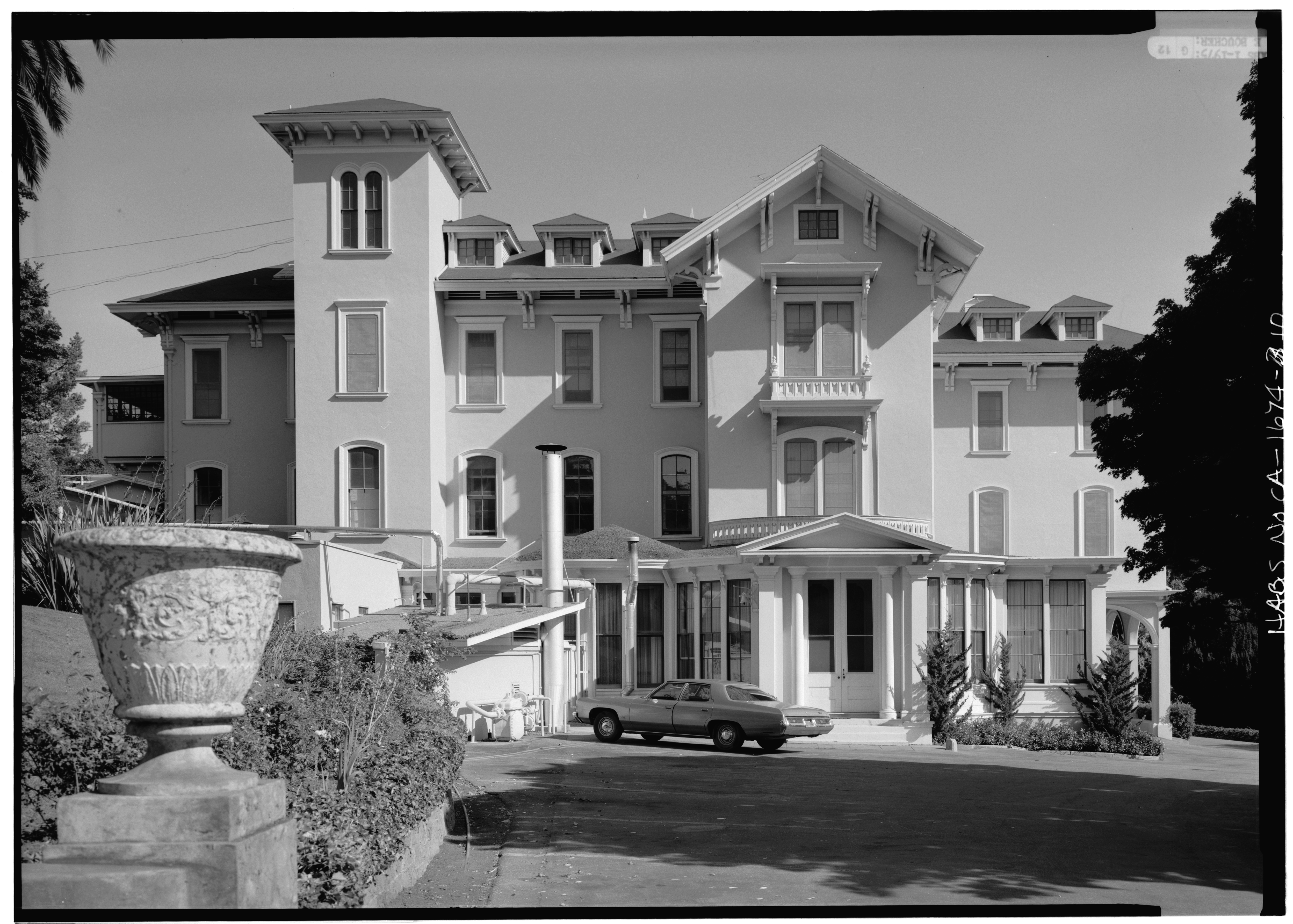
Ralston Hall, Belmont, California

William "Billy" Chapman Ralston (12 de enero de 1826 - 27 de agosto de 1875) fue un hombre de negocios y financiero de San Francisco (California), fundador del Banco de California.

## Semblanza
Ralston nació en Wellsville en el condado de Columbiana, en el este de Ohio, hijo de Robert Ralston III y de Mary Wilcoxen Chapman. Era conocido como "Chap" cuando era joven.
Enormemente enriquecido gracias a los derechos que fue acumulando en las minas de plata de la veta Comstock en Nevada,: 237  se convirtió en uno de los hombres más adinerados y poderosos de California. Fundó el Banco de California y fue conocido por su actitud de "nada es imposible".

## Proyectos
Construyó su mansión de Ralston Hall en Belmont (California) como casa de verano. Sin embargo, su esposa Elizabeth "Lizzie" Fry y sus cuatro hijos vivieron allí durante todo el año habitualmente. La casa pertenece al Registro Nacional de Lugares Históricos, y actualmente forma parte del campus de la Universidad Notre Dame de Namur.
Construyó el California Theatre en Bush Street en San Francisco, que se inauguró el 18 de enero de 1869.
Su sueño era la construcción del Palace Hotel en San Francisco, en la esquina de New Montgomery y Market. Gastó cinco millones de dólares en su construcción, debilitando su imperio bancario en el proceso. El arquitecto John Painter Gaynor recibió instrucciones de Ralston para que estudiara los hoteles de lujo europeos. El hotel abrió sus puertas el 2 de octubre de 1875. El hotel disponía de algunos de los primeros ascensores o "salas ascendentes" y botones de llamada eléctricos en las habitaciones. El edificio sobrevivió al terremoto de 1906, pero fue destruido en el incendio que siguió al seísmo. Fue reconstruido y reabierto en 1909. Todavía existe una sala Ralston en el hotel.
En 1871, tras una severa sequía en California, comenzó a trabajar en el estudio de un sistema de regadío en el Valle de San Joaquín, y gracias a sus influencias tuvo éxito en asegurar el paso por el Congreso en 1873 de una Ley para establecer una Comisión del Agua para asesorar sobre el riego en California.
Resultó embaucado en el fraude de los diamantes de 1872, protagonizado por Philip Arnold.[cita requerida]

## El colapso de su imperio financiero
En 1875, su imperio financiero se derrumbó como resultado de la combinación del gasto de construir el Hotel Palace, el fracaso de su intento de comprar y luego revender la Spring Valley Water Company, las secuelas del Pánico de 1873 y un desplome en el valor de las acciones del Banco de California. El colapso se produjo pocas semanas antes de la apertura del Hotel Palace.: 188–191 

## Muerte y legado
El día después de la caída de su imperio financiero, su cuerpo fue encontrado en la Bahía de San Francisco, víctima de un accidente cerebrovascular durante la práctica regular de la natación o de un suicidio.: 190  Se dijo que unas 50.000 personas presenciaron su procesión fúnebre, y Robert Brereton comentaría que 8000 de sus amigos asistieron a la reunión pública celebrada en Union Hall el 8 de septiembre de 1875 para expresar su sentimiento por su fallecimiento. Su socio, el senador estadounidense William Sharon, adquirió muchos de sus activos, incluidos el Palace Hotel y Ralston Hall.

## Eponimia
- Ralston Avenue es una de las arterias principales de Belmont, California.[5]
- Ralston Street en Reno, Nevada lleva el nombre de William Ralston.
- Hay salidas a la Ralston Avenue tanto en la Ruta Estatal de California 92 como en la Highway 101.
- La Ralston Middle School, Ralston Hall, y el Premio William Chapman Ralston reciben su nombre.
- Una pequeña ciudad minera en el suroeste de Nuevo México fue nombrada Ciudad de Ralston en honor a William Ralston, su mayor inversor, pero posteriormente se le cambió el nombre a Shakespeare.
- Una creencia popular afirma que la ciudad de Modesto debería haber sido nombrada Ralston en honor del banquero; sin embargo, este se negó, y se le dio el nombre de Modesto aludiendo a la modestia de Ralston.[10] La Ralston Tower, un edificio de 11 pisos para ancianos, es el segundo edificio más alto de la ciudad.

## En la cultura popular
- Ralston fue interpretado por Ronald Reagan en un episodio de la serie Death Valley Days en 1965, titulado "Raid on the San Francisco Mint". El episodio dramatiza un evento de 1869 en el que Ralston emborracha al jefe de la casa de la moneda para persuadirlo de autorizar un intercambio de lingotes por monedas. Vaughn Taylor representaba el papel del financiero y aventurero Asbury Harpending.

- En un episodio de Death Valley Days de 1968, "The Great Diamond Mines", narrado por Robert Taylor, el papel de Ralston fue interpretado por Tod Andrews, quien era engañado por dos buscadores que afirmaban haber descubierto una mina de diamantes en el desierto.[11]